# کولون (پوتومایو)
کولون (انگلیسی: Colón, Putumayo) یک منطقه مسکونی در کشور کلمبیا است.